# Liste des sénateurs des États-Unis pour le Vermont
Cet article dresse la liste des membres du Sénat des États-Unis élus de l'État du Vermont depuis son admission dans l'Union le 4 mars 1791.

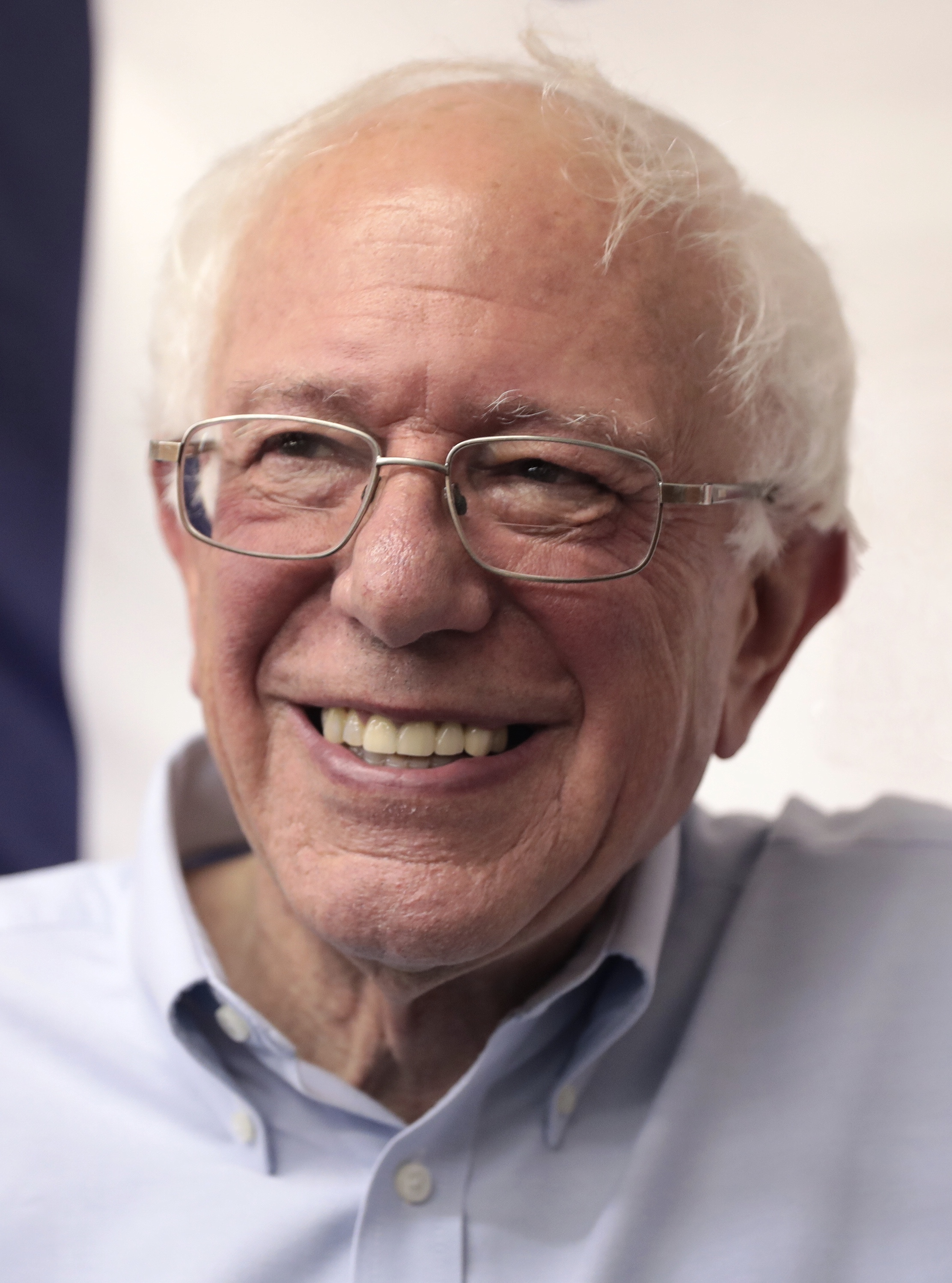
Bernie Sanders (I), sénateur depuis 2007.
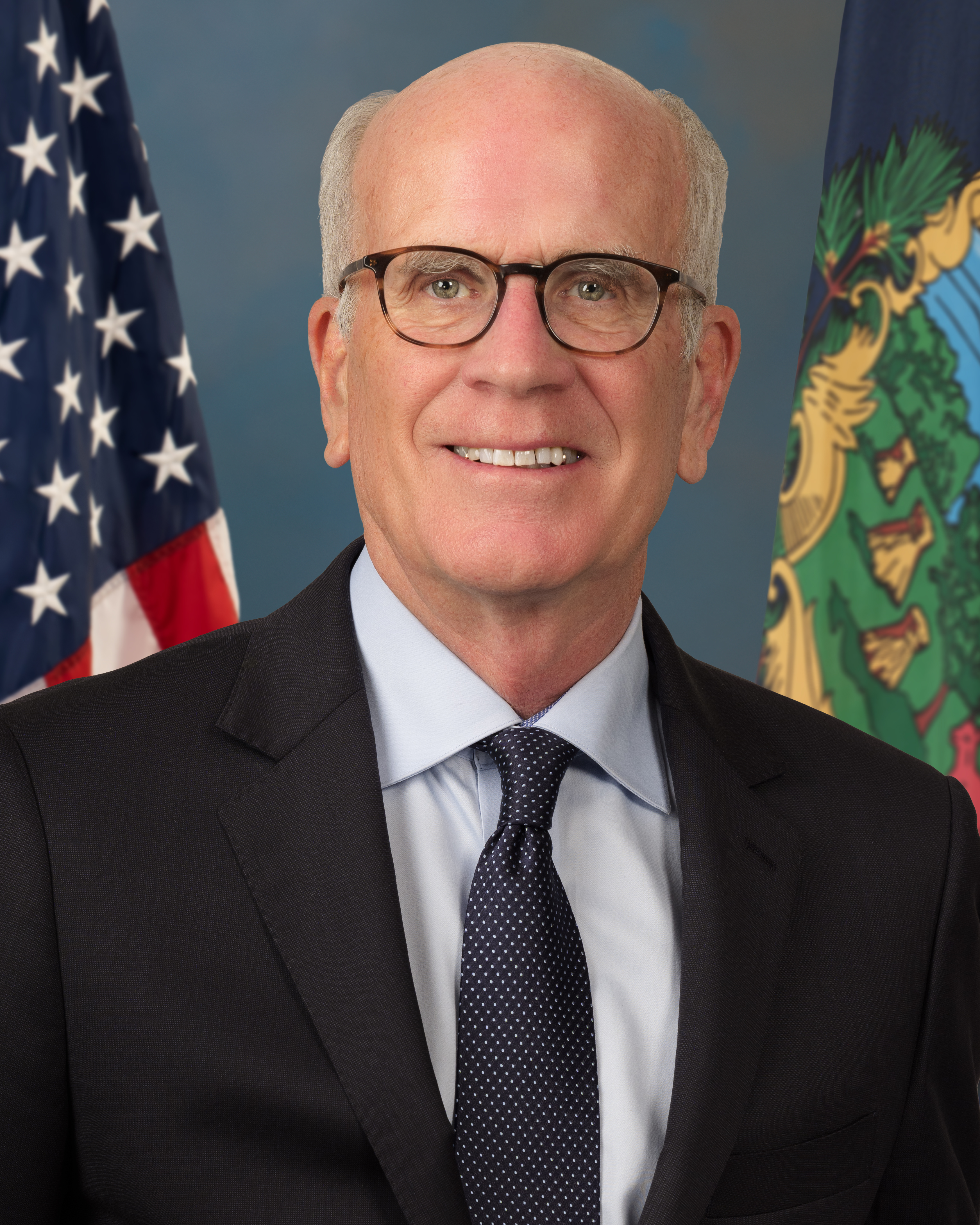
Peter Welch (D), sénateur depuis 2023.

## Élections
Les deux sénateurs sont élus au suffrage universel direct pour un mandat de six ans. Les prochaines élections auront lieu en novembre 2024 pour le siège de la classe I et en novembre 2028 pour le siège de la classe III.

## Liste des sénateurs
|                  |                                             |                  | 1er (1789-1791)                          |                  |
|                  |                                             |                  | 2e (1791-1793)                           |                  |
|                  |                                             |                  | 3e (1793-1795)                           |                  |
|                  |                                             |                  | 4e (1795-1796)                           |                  |
|                  |                                             |                  | 4e (1796-1797)                           |                  |
|                  |                                             |                  | 5e (1797-1799)                           |                  |
|                  |                                             |                  | 6e (1799-1801)                           |                  |
|                  |                                             |                  | 7e (1801)                                |                  |
|                  |                                             |                  | 7e (1801-1803)                           |                  |
|                  |                                             |                  | 8e (1803-1805)                           |                  |
|                  |                                             |                  | 9e (1805-1807)                           |                  |
|                  |                                             |                  | 10e (1807)                               |                  |
|                  |                                             |                  | 10e (1807-1809)                          |                  |
|                  |                                             |                  | 11e (1809-1811)                          |                  |
|                  |                                             |                  | 12e (1811-1813)                          |                  |
|                  |                                             |                  | 13e (1813-1815)                          |                  |
|                  |                                             |                  | 14e (1815-1817)                          |                  |
|                  |                                             |                  | 15e (1817-1818)                          |                  |
|                  |                                             |                  | 15e (1818-1819)                          |                  |
|                  |                                             |                  | 16e (1819-1821)                          |                  |
|                  |                                             |                  | 17e (1821-1823)                          |                  |
|                  |                                             |                  | 18e (1823-1825)                          |                  |
|                  |                                             |                  | 19e (1825-1827)                          |                  |
|                  |                                             |                  | 20e (1827-1829)                          |                  |
|                  |                                             |                  | 21e (1829-1831)                          |                  |
|                  |                                             |                  | 22e (1831-1833)                          |                  |
|                  |                                             |                  | 23e (1833-1835)                          |                  |
|                  |                                             |                  | 24e (1835-1837)                          |                  |
|                  |                                             |                  | 25e (1837-1839)                          |                  |
|                  |                                             |                  | 26e (1839-1841)                          |                  |
|                  |                                             |                  | 27e (1841-1842)                          |                  |
|                  |                                             |                  | 27e (1842-1843)                          |                  |
|                  |                                             |                  | 28e (1843-1845)                          |                  |
|                  |                                             |                  | 29e (1845-1847)                          |                  |
|                  |                                             |                  | 30e (1847-1849)                          |                  |
|                  |                                             |                  | 31e (1849-1851)                          |                  |
|                  |                                             |                  | 32e (1851-1853)                          |                  |
|                  |                                             |                  | 32e (1853)                               |                  |
|                  |                                             |                  | 33e (1853-1854)                          |                  |
|                  |                                             |                  | 33e (1854-1855)                          |                  |
|                  |                                             |                  | 34e (1855-1857)                          |                  |
|                  |                                             |                  | 35e (1857-1859)                          |                  |
|                  |                                             |                  | 36e (1859-1861)                          |                  |
|                  |                                             |                  | 37e (1861-1863)                          |                  |
|                  |                                             |                  | 38e (1863-1865)                          |                  |
|                  |                                             |                  | 39e (1865)                               |                  |
|                  |                                             |                  | 39e (1865-1866)                          |                  |
|                  | George F. Edmunds (en) (républicain)        |                  | 39e (1866-1867)                          |                  |
| 40e (1867-1869)  | George F. Edmunds (en) (républicain)        |                  | Justin S. Morrill (en) (républicain)     |                  |
| 41e (1869-1871)  | George F. Edmunds (en) (républicain)        |                  | Justin S. Morrill (en) (républicain)     |                  |
| 42e (1871-1873)  | George F. Edmunds (en) (républicain)        |                  | Justin S. Morrill (en) (républicain)     |                  |
| 43e (1873-1875)  | George F. Edmunds (en) (républicain)        |                  | Justin S. Morrill (en) (républicain)     |                  |
| 44e (1875-1877)  | George F. Edmunds (en) (républicain)        |                  | Justin S. Morrill (en) (républicain)     |                  |
| 45e (1877-1879)  | George F. Edmunds (en) (républicain)        |                  | Justin S. Morrill (en) (républicain)     |                  |
| 46e (1879-1881)  | George F. Edmunds (en) (républicain)        |                  | Justin S. Morrill (en) (républicain)     |                  |
| 47e (1881-1883)  | George F. Edmunds (en) (républicain)        |                  | Justin S. Morrill (en) (républicain)     |                  |
| 48e (1883-1885)  | George F. Edmunds (en) (républicain)        |                  | Justin S. Morrill (en) (républicain)     |                  |
| 49e (1885-1887)  | George F. Edmunds (en) (républicain)        |                  | Justin S. Morrill (en) (républicain)     |                  |
| 50e (1887-1889)  | George F. Edmunds (en) (républicain)        |                  | Justin S. Morrill (en) (républicain)     |                  |
| 51e (1889-1891)  | George F. Edmunds (en) (républicain)        |                  | Justin S. Morrill (en) (républicain)     |                  |
| 52e (1891)       | George F. Edmunds (en) (républicain)        |                  | Justin S. Morrill (en) (républicain)     |                  |
|                  | Redfield Proctor (républicain)              |                  | Justin S. Morrill (en) (républicain)     | 52e (1891-1893)  |
| 53e (1893-1895)  | Redfield Proctor (républicain)              |                  | Justin S. Morrill (en) (républicain)     |                  |
| 54e (1895-1897)  | Redfield Proctor (républicain)              |                  | Justin S. Morrill (en) (républicain)     |                  |
| 55e (1897-1898)  | Redfield Proctor (républicain)              |                  | Justin S. Morrill (en) (républicain)     |                  |
| 55e (1899)       | Redfield Proctor (républicain)              |                  | Jonathan Ross (en) (républicain)         |                  |
| 56e (1899-1900)  | Redfield Proctor (républicain)              |                  | Jonathan Ross (en) (républicain)         |                  |
| 56e (1900-1901)  | Redfield Proctor (républicain)              |                  | William P. Dillingham (en) (républicain) |                  |
| 57e (1901-1903)  | Redfield Proctor (républicain)              |                  | William P. Dillingham (en) (républicain) |                  |
| 58e (1903-1905)  | Redfield Proctor (républicain)              |                  | William P. Dillingham (en) (républicain) |                  |
| 59e (1905-1907)  | Redfield Proctor (républicain)              |                  | William P. Dillingham (en) (républicain) |                  |
| 60e (1907-1908)  | Redfield Proctor (républicain)              |                  | William P. Dillingham (en) (républicain) |                  |
|                  | John W. Stewart (en) (républicain)          |                  | William P. Dillingham (en) (républicain) | 60e (1908)       |
|                  | Carroll S. Page (en) (républicain)          |                  | William P. Dillingham (en) (républicain) | 60e (1908-1909)  |
| 61e (1909-1911)  | Carroll S. Page (en) (républicain)          |                  | William P. Dillingham (en) (républicain) |                  |
| 62e (1911-1913)  | Carroll S. Page (en) (républicain)          |                  | William P. Dillingham (en) (républicain) |                  |
| 63e (1913-1915)  | Carroll S. Page (en) (républicain)          |                  | William P. Dillingham (en) (républicain) |                  |
| 64e (1915-1917)  | Carroll S. Page (en) (républicain)          |                  | William P. Dillingham (en) (républicain) |                  |
| 65e (1917-1919)  | Carroll S. Page (en) (républicain)          |                  | William P. Dillingham (en) (républicain) |                  |
| 66e (1919-1921)  | Carroll S. Page (en) (républicain)          |                  | William P. Dillingham (en) (républicain) |                  |
| 67e (1921-1923)  | Carroll S. Page (en) (républicain)          |                  | William P. Dillingham (en) (républicain) |                  |
|                  | Frank L. Greene (en) (républicain)          |                  | William P. Dillingham (en) (républicain) | 68e (1923)       |
| 68e (1923-1925)  | Frank L. Greene (en) (républicain)          |                  | Porter H. Dale (républicain)             |                  |
| 69e (1925-1927)  | Frank L. Greene (en) (républicain)          |                  | Porter H. Dale (républicain)             |                  |
| 70e (1927-1929)  | Frank L. Greene (en) (républicain)          |                  | Porter H. Dale (républicain)             |                  |
| 71e (1929-1930)  | Frank L. Greene (en) (républicain)          |                  | Porter H. Dale (républicain)             |                  |
|                  | Frank C. Partridge (en) (républicain)       |                  | Porter H. Dale (républicain)             | 71e (1930-1931)  |
| 72e (1931)       | Frank C. Partridge (en) (républicain)       |                  | Porter H. Dale (républicain)             |                  |
|                  | Warren Austin (en) (républicain)            |                  | Porter H. Dale (républicain)             | 72e (1931-1933)  |
| 73e (1933)       | Warren Austin (en) (républicain)            |                  | Porter H. Dale (républicain)             |                  |
| 73e (1933-1935)  | Warren Austin (en) (républicain)            |                  | Ernest W. Gibson (en) (républicain)      |                  |
| 74e (1935-1937)  | Warren Austin (en) (républicain)            |                  | Ernest W. Gibson (en) (républicain)      |                  |
| 75e (1937-1939)  | Warren Austin (en) (républicain)            |                  | Ernest W. Gibson (en) (républicain)      |                  |
| 76e (1939-1940)  | Warren Austin (en) (républicain)            |                  | Ernest W. Gibson (en) (républicain)      |                  |
| 76e (1940-1941)  | Warren Austin (en) (républicain)            |                  | Ernest W. Gibson Jr. (en) (républicain)  |                  |
| 77e (1941-1943)  | Warren Austin (en) (républicain)            |                  | George Aiken (républicain)               |                  |
| 78e (1943-1945)  | Warren Austin (en) (républicain)            |                  | George Aiken (républicain)               |                  |
| 79e (1945-1946)  | Warren Austin (en) (républicain)            |                  | George Aiken (républicain)               |                  |
|                  | Ralph Flanders (républicain)                |                  | George Aiken (républicain)               | 79e (1946-1947)  |
| 80e (1947-1949)  | Ralph Flanders (républicain)                |                  | George Aiken (républicain)               |                  |
| 81e (1949-1951)  | Ralph Flanders (républicain)                |                  | George Aiken (républicain)               |                  |
| 82e (1951-1953)  | Ralph Flanders (républicain)                |                  | George Aiken (républicain)               |                  |
| 83e (1953-1955)  | Ralph Flanders (républicain)                |                  | George Aiken (républicain)               |                  |
| 84e (1955-1957)  | Ralph Flanders (républicain)                |                  | George Aiken (républicain)               |                  |
| 85e (1957-1959)  | Ralph Flanders (républicain)                |                  | George Aiken (républicain)               |                  |
|                  | Winston L. Prouty (en) (républicain)        |                  | George Aiken (républicain)               | 86e (1959-1961)  |
| 87e (1961-1963)  | Winston L. Prouty (en) (républicain)        |                  | George Aiken (républicain)               |                  |
| 88e (1963-1965)  | Winston L. Prouty (en) (républicain)        |                  | George Aiken (républicain)               |                  |
| 89e (1965-1967)  | Winston L. Prouty (en) (républicain)        |                  | George Aiken (républicain)               |                  |
| 90e (1967-1969)  | Winston L. Prouty (en) (républicain)        |                  | George Aiken (républicain)               |                  |
| 91e (1969-1971)  | Winston L. Prouty (en) (républicain)        |                  | George Aiken (républicain)               |                  |
| 92e (1971)       | Winston L. Prouty (en) (républicain)        |                  | George Aiken (républicain)               |                  |
|                  | Robert Stafford (républicain)               |                  | George Aiken (républicain)               | 92e (1971-1973)  |
| 93e (1973-1975)  | Robert Stafford (républicain)               |                  | George Aiken (républicain)               |                  |
| 94e (1975-1977)  | Robert Stafford (républicain)               |                  | Patrick Leahy (démocrate)                |                  |
| 95e (1977-1979)  | Robert Stafford (républicain)               |                  | Patrick Leahy (démocrate)                |                  |
| 96e (1979-1981)  | Robert Stafford (républicain)               |                  | Patrick Leahy (démocrate)                |                  |
| 97e (1981-1983)  | Robert Stafford (républicain)               |                  | Patrick Leahy (démocrate)                |                  |
| 98e (1983-1985)  | Robert Stafford (républicain)               |                  | Patrick Leahy (démocrate)                |                  |
| 99e (1985-1987)  | Robert Stafford (républicain)               |                  | Patrick Leahy (démocrate)                |                  |
| 100e (1987-1989) | Robert Stafford (républicain)               |                  | Patrick Leahy (démocrate)                |                  |
|                  | Jim Jeffords (républicain puis indépendant) |                  | Patrick Leahy (démocrate)                | 101e (1989-1991) |
| 102e (1991-1993) | Jim Jeffords (républicain puis indépendant) |                  | Patrick Leahy (démocrate)                |                  |
| 103e (1993-1995) | Jim Jeffords (républicain puis indépendant) |                  | Patrick Leahy (démocrate)                |                  |
| 104e (1995-1997) | Jim Jeffords (républicain puis indépendant) |                  | Patrick Leahy (démocrate)                |                  |
| 105e (1997-1999) | Jim Jeffords (républicain puis indépendant) |                  | Patrick Leahy (démocrate)                |                  |
| 106e (1999-2001) | Jim Jeffords (républicain puis indépendant) |                  | Patrick Leahy (démocrate)                |                  |
|                  | Jim Jeffords (républicain puis indépendant) | 107e (2001-2003) | Patrick Leahy (démocrate)                |                  |
| 108e (2003-2005) | Jim Jeffords (républicain puis indépendant) |                  | Patrick Leahy (démocrate)                |                  |
| 109e (2005-2007) | Jim Jeffords (républicain puis indépendant) |                  | Patrick Leahy (démocrate)                |                  |
|                  | Bernie Sanders (indépendant)                |                  | Patrick Leahy (démocrate)                | 110e (2007-2009) |
| 111e (2009-2011) | Bernie Sanders (indépendant)                |                  | Patrick Leahy (démocrate)                |                  |
| 112e (2011-2013) | Bernie Sanders (indépendant)                |                  | Patrick Leahy (démocrate)                |                  |
| 113e (2013-2015) | Bernie Sanders (indépendant)                |                  | Patrick Leahy (démocrate)                |                  |
| 114e (2015-2017) | Bernie Sanders (indépendant)                |                  | Patrick Leahy (démocrate)                |                  |
| 115e (2017-2019) | Bernie Sanders (indépendant)                |                  | Patrick Leahy (démocrate)                |                  |
| 116e (2019-2021) | Bernie Sanders (indépendant)                |                  | Patrick Leahy (démocrate)                |                  |
| 117e (2021-2023) | Bernie Sanders (indépendant)                |                  | Patrick Leahy (démocrate)                |                  |
| 118e (2023-2025) | Bernie Sanders (indépendant)                |                  | Peter Welch (démocrate)                  |                  |
| 119e (2025-2027) | Bernie Sanders (indépendant)                |                  | Peter Welch (démocrate)                  |                  |